# Esiliiga 2018
Die Esiliiga 2018 war die 28. Spielzeit der zweithöchsten estnischen Fußball-Spielklasse der Herren. Sie begann am 1. März und endete am 11. November 2018.

## Modus
Die Liga umfasste wie in der Vorsaison zehn Teams. Dabei traten die Mannschaften an 36 Spieltagen jeweils vier Mal gegeneinander an. Der Tabellenerste Maardu Linnameeskond stieg direkt in die Meistriliiga auf, der Viertplatzierte FC Elva spielte in der Relegation gegen den Neunten der Meistriliiga FC Kuressaare um den Aufstieg. Nachwuchsmannschaften waren nicht aufstiegsberechtigt. Der Letzte und Vorletzte stiegen in die drittklassige Esiliiga B ab, der Achte musste in die Relegation gegen den Abstieg. 

## Vereine
Aus der Esiliiga B kamen JK Tallinna Kalev U-21, FC Nõmme Kalju U-21 und Keila JK hinzu.
| Verein                  | Stadt   | Stadion               | Kapazität |
| ----------------------- | ------- | --------------------- | --------- |
| JK Tallinna Kalev U-21  | Tallinn | Kalevi Keskstaadion   | 11.5000   |
| FC Flora Tallinn U-21   | Tallinn | A. Le Coq Arena       | 10.5000   |
| FC Nõmme Kalju U-21     | Nõmme   | Hiiu staadion         | 0500      |
| FC Levadia Tallinn U-21 | Tallinn | Maarjamäe staadion    | 1.000     |
| FC Elva                 | Elva    | Elva linnastaadion    | 0400      |
| Keila JK                | Keila   | Keila staadion        | 0300      |
| Maardu Linnameeskond    | Maardu  | Maardu linnastaadion  | 0500      |
| FC Santos Tartu         | Tartu   | Tamme staadion        | 1.600     |
| JK Tarvas Rakvere       | Rakvere | Rakvere Linnastaadion | 2.300     |
| Tartu JK Welco          | Tartu   | Tamme staadion        | 1.600     |

## Abschlusstabelle
| Pl. | Verein                     | Sp. | S  | U  | N  | Tore    | Diff. | Punkte |
| --- | -------------------------- | --- | -- | -- | -- | ------- | ----- | ------ |
| 1.  | Maardu Linnameeskond       | 36  | 29 | 1  | 6  | 126:380 | +88   | 88     |
| 2.  | FC Flora Tallinn U-21      | 36  | 21 | 8  | 7  | 115:310 | +84   | 71     |
| 3.  | FC Levadia Tallinn U-21    | 36  | 18 | 7  | 11 | 067:560 | +11   | 61     |
| 4.  | FC Elva                    | 36  | 15 | 10 | 11 | 051:640 | −13   | 55     |
| 5.  | JK Tarvas Rakvere          | 36  | 14 | 10 | 12 | 059:600 | −1    | 52     |
| 6.  | Tartu JK Welco             | 36  | 12 | 6  | 18 | 044:780 | −34   | 42     |
| 7.  | FC Santos Tartu 1          | 36  | 11 | 8  | 17 | 047:680 | −21   | 41     |
| 8.  | JK Tallinna Kalev U-21 (N) | 36  | 10 | 9  | 17 | 037:520 | −15   | 39     |
| 9.  | Keila JK (N)               | 36  | 10 | 5  | 21 | 041:880 | −47   | 35     |
| 10. | FC Nõmme Kalju U-21 (N)    | 36  | 5  | 6  | 25 | 037:890 | −52   | 21     |

Platzierungskriterien: 1. Punkte – 2. zugesprochene Siege – 3. Siege – 4. Direkter Vergleich (Punkte, Tordifferenz, geschossene Tore) – 5. Tordifferenz – 6. geschossene Tore – 7. Fair-Play
| (N) | Neuaufsteiger aus der Esiliiga B |

## Relegation
Aufstieg
Die Spiele fanden am 17. und 24. November 2018 statt.
|         | Gesamt |               | Hinspiel | Rückspiel |
| ------- | ------ | ------------- | -------- | --------- |
| FC Elva | 0:2    | FC Kuressaare | 0:1      | 0:1       |

Beide Vereine blieben in ihren jeweiligen Ligen.
Abstieg
Die Spiele fanden am 17. und 24. November 2018 statt.
|                       | Gesamt |          | Hinspiel | Rückspiel |
| --------------------- | ------ | -------- | -------- | --------- |
| Kohtla-Järve JK Järve | 3:2    | Keila JK | 3:1      | 0:1       |

## Torschützenliste
| Pl. | Name                | Mannschaft            | Tore |
| --- | ------------------- | --------------------- | ---- |
| 01. | Vitali Gussev       | Maardu Linnameeskond  | 43   |
| 02. | Ilja Zelentsov      | Maardu Linnameeskond  | 22   |
| 03. | Erik Utgof          | JK Tallinna Kalev     | 21   |
| 04. | Nikita Brõlin       | Maardu Linnameeskond  | 19   |
| 05. | Aleksandr Šapovalov | FC Flora Tallinn U-21 | 16   |
| 05. | Erik Sorga          | FC Flora Tallinn U-21 | 16   |
| 07. | Jürgen Kuresoo      | FC Elva               | 13   |
| 07. | Otto-Robert Lipp    | FC Flora Tallinn U-21 | 13   |